# Janusz Strachocki
Janusz Strachocki (ur. 8 lutego 1892 w Warszawie, zm. 29 grudnia 1967 tamże) – polski aktor i reżyser teatralny. Najbardziej znany z roli wielkiego mistrza Konrada von Jungingena w filmie Krzyżacy (1960).

## Życiorys

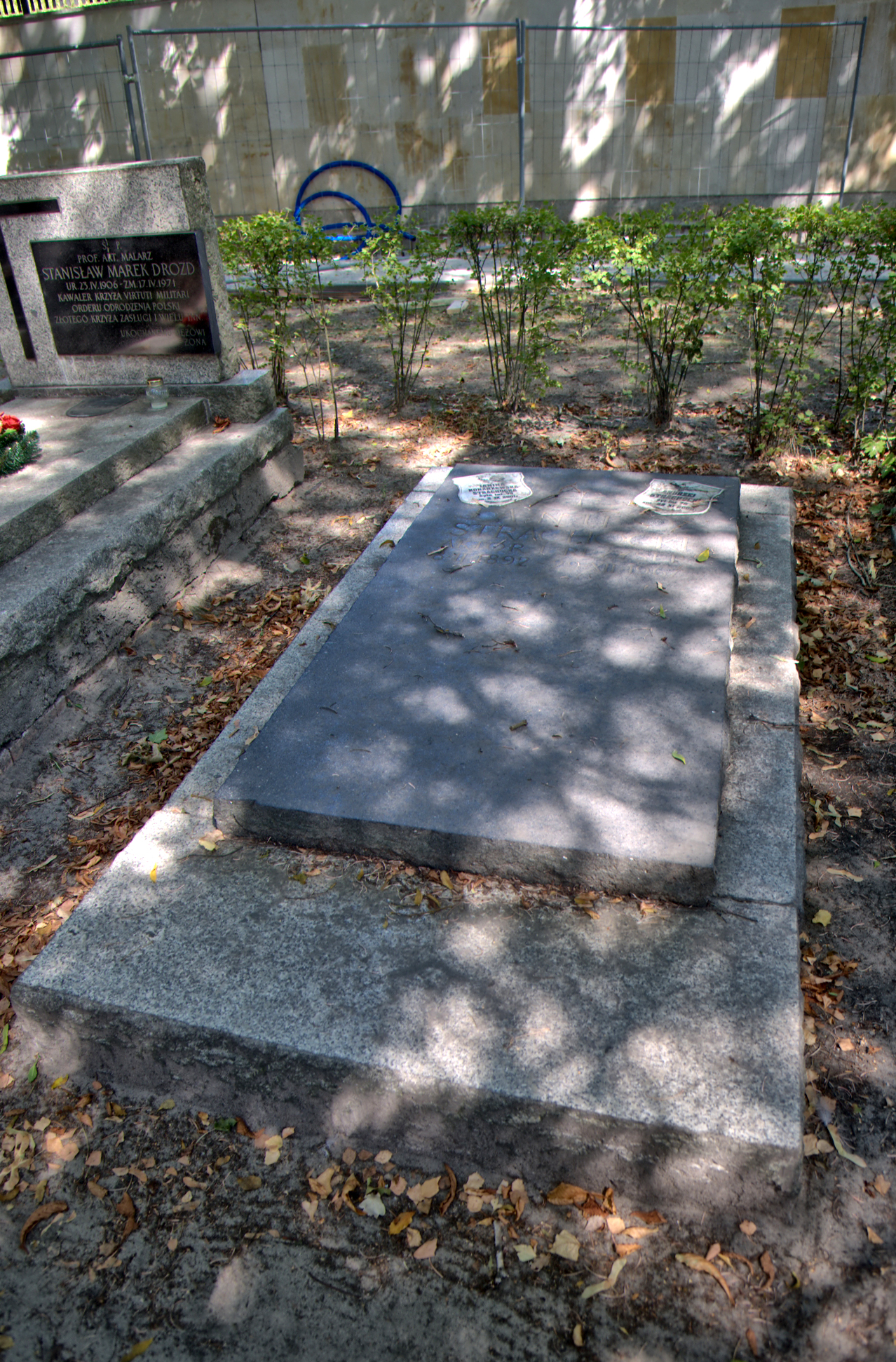
Grób Janusza Strachockiego na Cmentarzu Wojskowym na Powązkach w Warszawie

Urodził się 8 lutego 1892 w Warszawie, w rodzinie Bronisława, inżyniera kolejowego, i Jadwigi ze Szpetów, nauczycielki. W 1911 zdał maturę w Gimnazjum Wojciecha Górskiego w Warszawie. W latach 1912–1913 studiował wokalistykę w konserwatorium w Berlinie, ale choroba uniemożliwiła mu karierę śpiewaczą. Jesienią 1913 został słuchaczem Szkoły Aplikacyjnej przy Warszawskich Teatrach Rządowych, a w grudniu debiutował w epizodach na deskach Teatru Rozmaitości i Teatru Letniego. Po wybuchu I wojny światowej został wraz z rodziną ewakuowany do Rosji, gdzie w 1915 trafił do Teatru Polskiego Arnolda Szyfmana w Moskwie. Po wojnie występował w teatrach Warszawy. W latach 30. grał i reżyserował także w teatrach Łodzi i Lwowa.
„Okres okupacji niemieckiej spędził w Warszawie. Zajmował się handlem, był robotnikiem w fabryce zup, kelnerem. Należał do AK, współpracował z jej wywiadem. Brał udział w konspiracyjnych koncertach poetyckich”.
Pod koniec II wojny światowej założył pierwszą powojenną polską szkołę aktorską – Miejską Szkołę Dramatyczną, działającą od października 1944 na warszawskiej Pradze. W kwietniu 1947 przekształcono ją w Państwową Wyższą Szkołę Aktorską, a rektorem został Aleksander Zelwerowicz. Strachockiemu zaproponowano objęcie dyrekcji Teatru im. Stefana Jaracza w Olsztynie. Ofertę Ministerstwa Kultury i Sztuki przyjął, tym bardziej, że ministerstwo zadeklarowało subwencjonowanie placówki i w niedalekiej przyszłości jej upaństwowienie. Do Olsztyna Strachocki przyjechał w czerwcu 1947 z dwunastoosobową grupą wychowanków. Zainaugurował działalność kilka miesięcy później, 4 października, premierą „Fantazego” Słowackiego, reżyserując tę komedię romantyczną i grając w niej tytułową rolę. Spośród absolwentów jego szkoły na olsztyńskiej scenie debiutowali w zawodzie znani później aktorzy: Tadeusz Janczar, Józef Nalberczak, Ryszard Pietruski. W lipcu 1948 roku Strachocki zrezygnował ze stanowiska „wobec niedostatecznej troski miejscowych władz o byt zespołu” – jak to elegancko ujął. I jak przyszedł do Olsztyna z grupą wychowanków, tak i z nią odszedł.
Rok kierowania przez Strachockiego olsztyńską sceną to jedenaście premier i 292 spektakle, które obejrzało 95,2 tys. widzów. Mniej premier niż w poprzednim sezonie, ale lepszej jakości. Ani jednej z repertuaru poważnego. Repertuar lżejszy stanowiły sztuki A. Fredry, G. B. Shawa i autorów współczesnych, Jacques'a Companéeza i Noego, André Claude’a Pugeta, Viktora Eftimiu, Scribe’a, J. B. Priestleya, Arnolda Ridleya, Konstantego Krumłowskiego, O. Connorsa. Nie wystawiono żadnej farsy bulwarowej. W recenzjach prasowych rok Strachockiego w olsztyńskim teatrze jawi się jako „okres starannych i przemyślanych inscenizacji, świeżych i ożywczych prezentacji aktorskich” (Tadeusz Prusiński, „Jest teatr w Olsztynie", Olsztyn 2005, s. 62–65).
Po Olsztynie Strachocki związał się z teatrami Warszawy (głównie z Narodowym). Jego ostatnią rolą był Achilles w „Kleopatrze” Cypriana Kamila Norwida, wyreżyserowanej przez Mieczysława Górkiewicza w Teatrze Narodowym (premiera 15 czerwca 1967 roku).
Zmarł w Warszawie. Pochowany na Cmentarzu Wojskowym na Powązkach w Warszawie (kwatera C2-4-3).

## Życie prywatne
W lutym 1914 ożenił się ze Stefanią Czajkowską, polonistką i aktorką. Miał dwóch synów: Andrzeja (1922–2001), inżyniera architekta i scenografa, oraz Jeremiego (1924–1998), inżyniera architekta.

## Filmografia
- 1965:  Niekochana – wujaszek w majątku
- 1962:  O dwóch takich, co ukradli księżyc – burmistrz Zapiecka
- 1961:  Ogniomistrz Kaleń – Dwernicki
- 1960:  Szczęściarz Antoni – inżynier budujący domek Antoniego
- 1960:  Krzyżacy – Konrad von Jungingen; w czołówce imię Jan
- 1956:  Ziemia – Tomasz Ślemień
- 1956:  Warszawska syrena – gospodarz Szczepan
- 1956:  Cień – kułak Wiślicki
- 1954:  Pokolenie – robotnik
- 1954:  Pod gwiazdą frygijską – Klusiewicz
- 1953:  Celuloza – kolejarz
- 1947:  Jasne łany – Gruzda, stróż nocny

### Polski dubbing
- 1938: Królewna Śnieżka i siedmiu krasnoludków – Zaklęte Zwierciadło (pierwsza wersja dubbingu)

## Ordery i odznaczenia
- Krzyż Oficerski Orderu Odrodzenia Polski
- Złoty Krzyż Zasługi (2 sierpnia 1946)[5]
- Medal „Za Warszawę 1939–1945”
- Medal 10-lecia Polski Ludowej (19 stycznia 1955)[6]
- Srebrny Wawrzyn Akademicki (7 listopada 1936)[7]
- Złota Odznaka honorowa „Za Zasługi dla Warszawy” (1965)